# Morales (Soria)
Morales es una localidad española del municipio de Berlanga de Duero, perteneciente a la provincia de Soria, en la comunidad autónoma de Castilla y León.

## Geografía
En la actualidad pertenece al municipio de Berlanga de Duero, está situada a 6,4 km al oeste de dicha población y a unos 50 km de Soria capital. Pueblo de la comarca de Berlanga y del partido judicial de Almazán, desde el punto de vista jerárquico de la Iglesia católica forma parte de la diócesis de Osma la cual, a su vez, pertenece a la archidiócesis de Burgos.  Las poblaciones más cercanas son Aguilera, Recuerda y Quintanas de Gormaz.

## Historia
Muy probablemente lo podamos encontrar en la heráldica del apellido Morales. Tuvo su primitiva casa solar en el lugar de Cudreya, en Santander, de donde pasaron a Soria y fundaron el lugar de Morales, de donde eran Señores pertenecientes a una de las doce casas nobles y troncales de aquella ciudad, Los Doce Linajes de Soria, y de donde salieron esforzados guerreros que se distinguieron en las conquistas de Baeza y Sevilla.
Aparece documentada su adscripción, acabada la reconquista, a la Comunidad de Villa y Tierra de Berlanga sin embargo perteneció históricamente a la diócesis de Osma, mientras que el resto de la Tierra pertenecía a la de Sigüenza (excepto Bayubas de Arriba y Brías)lo cual puede ser indicio de su antigua pertenencia a la Tierra de Gormaz. Esto pudo ocurrir en los primeros tiempos después de acabada la Reconquista.
El Censo de Pecheros de 1528, en el que no se contaban eclesiásticos, hidalgos y nobles, registraba la existencia 26 pecheros, es decir unidades familiares que pagaban impuestos. En el documento original figuraba como Morales, formando parte de la Comunidad de villa y tierra de Berlanga.
En el censo de 1787, ordenado por el conde de Floridablanca,  figuraba como lugar  del Partido de Berlanga en la Intendencia de Soria,  con jurisdicción de señorío y bajo la autoridad del alcalde pedáneo nombrado por el marqués de Berlanga (que era también duque de Frías y duque de Uceda).
A la caída del Antiguo Régimen la localidad se constituye en municipio constitucional, entonces conocido como Morales en la región de Castilla la Vieja, partido de Almazán, que en el censo de 1842 contaba con 42 hogares y 160 vecinos. Hacia mediados del siglo XIX el lugar, por entonces con ayuntamiento propio, tenía contabilizadas 38 casas. Aparece descrito en el decimoprimer volumen del Diccionario geográfico-estadístico-histórico de España y sus posesiones de Ultramar de Pascual Madoz de la siguiente manera:

MORALES: l. con ayunt. en la prov. de Soria (9 leg.), part. jud. de Almazan (5), aud. terr. y c. g. de Burgos (18), dióc. de Osma (6). sit. en llano con buena ventilacion y clima saludable; tiene 38 casas, la consistorial; 2 fuentes de buen agua; escuela de instruccion primaria, frecuentada por 13 alumnos á cargo de un maestro con una corta dotacion; igl. parr. (la degollacion de San Juan Bautista). térm. confina con los de Brias, Paones, Berlanga y Recuerda. El terreno llano, con algunos cerros aislados, es árido y flojo; comprende una deh. poblada de encina y enebro; bañan el térm. el r. Duero, que pasa formando los confines del N., y 2 arroyuelos que brotan dentro de la jurisd. caminos, los que dirigen á los pueblos limítrofes. correo: se recibe y despacha en la cab. del part. prod.: cereales, algunas legumbres y pastos con los que se mantiene ganado lanar, vacuno y mular. ind.: la agrícola y la pesca de anguilas y barbos en el Duero, por medio de cañales. pobl.: 42 vec., 160 alm. cap. imp.: 33,558 rs., 18 mrs.
(Madoz, 1848, p. 585)

A finales del siglo XX este municipio desaparece porque se integra en el municipio de Berlanga de Duero, contaba entonces con 43 hogares y 172 habitantes.

## Demografía
| Gráfica de evolución demográfica de Morales entre 1842 y 1960 |
| |
| Población de derecho según los censos de población del INE Población de hecho según los censos de población del INEEntre el censo de 1970 y el anterior, este municipio desaparece porque se integra en el municipio 42035 (Berlanga de Duero |

En el final de la primera mitad del siglo XIX contaba con 38 casas, 42 vec. y 460 almas.
En 1909 Manuel Blasco Jiménez dató 261 almas (31 más que en 1880).
En 1900 vivían aquí 251 personas, 213 eran en 1950, 168 en 1960, 77 en 1985 y 66 en 1995.
Pueblo con escasa población, situado en una zona muy salobre y aireada, rodeado de montes de enebros. Con los pocos medios disponibles dentro de la marginalidad a la que se está condenando no solo un modo de vida sino a extensas zonas de la península ibérica donde el estado no invierte un solo euro, se podría crear un modesto plan de salvamento promocionando turísticamente la aldea, y las joyas de arte y paisaje con las que cuenta y que en algún caso permanecen sin ser reconocidas como tales. Morales tiene un problema grave con su pirámide de población, cada vez más envejecida. Está en un entorno agradable, a solo siete km de Berlanga, la capital del municipio, y sería un buen lugar para establecer algún tipo de experiencia de repoblación, casa rural o cualquier otra iniciativa. El Ayuntamiento de Berlanga y Organizaciones como Abraza la Tierra asesoran y ofrecen ayudas para acabar con el triste destino a que parece abocada toda esta comarca del sur de Soria.
Morales contaba a 1 de enero de 2015 con una población de 34 habitantes, 17 hombres y17 mujeres.
| Gráfica de evolución demográfica de Morales entre 2000 y 2015                                    |
|                                                                                                  |
| Población de derecho (2000-2015) según los censos de población del INE a 1 de enero de cada año. |

## Lugares de interés

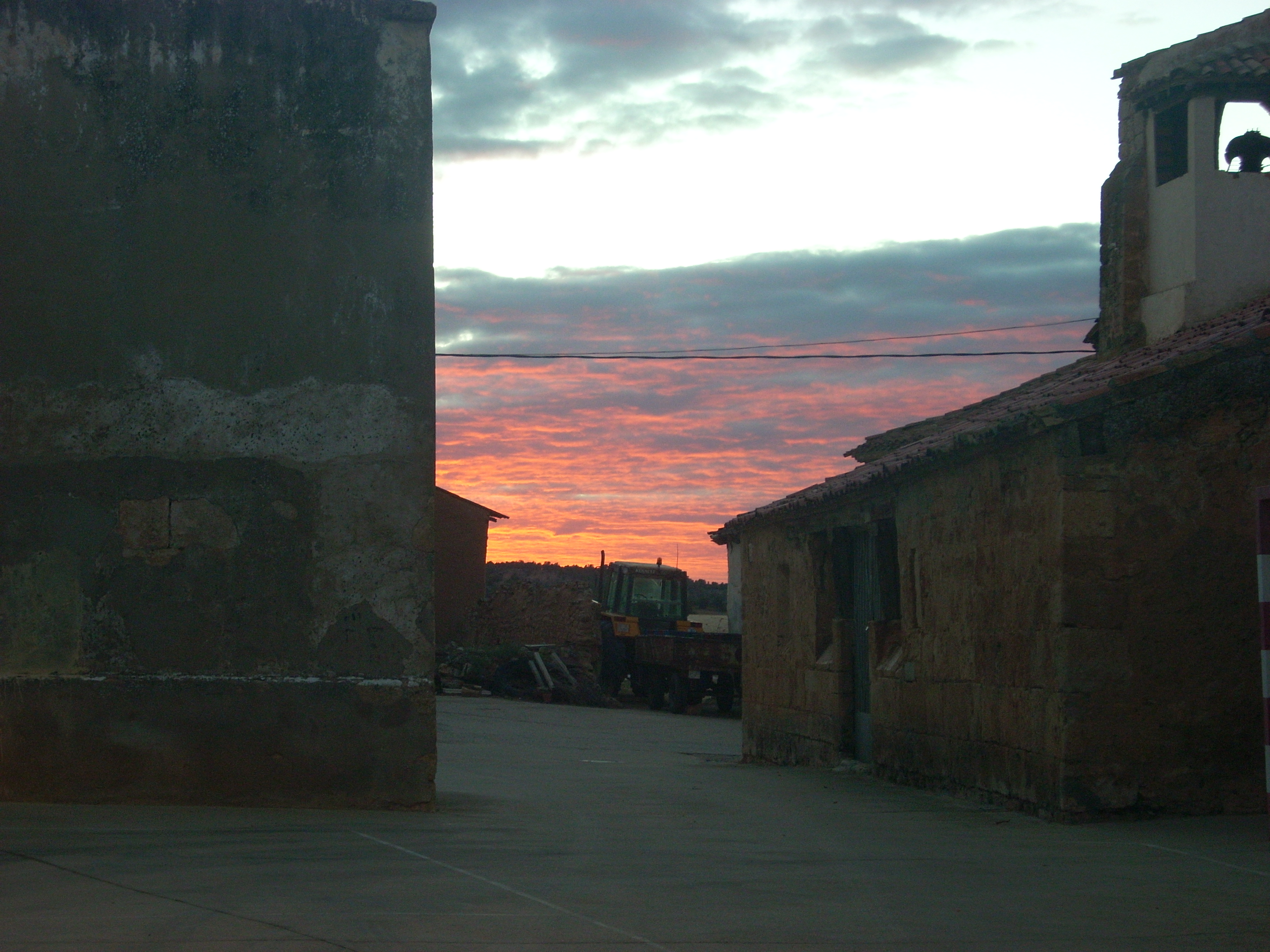
Atardecer en Morales

- Iglesia de la Degollación de San Juan Bautista, que conserva una portada románica, resguardada por un pórtico moderno, formada por un arco de medio punto de gruesas dovelas y guardapolvo de bisel. Tiene también una pila bautismal románica decorada con gallones en toda su superficie. Fue recrecida la iglesia seguramente en el siglo XVIII. Al lado está el frontón de pelota, de sillería.[10]
- Torre de Morales situada en el cerro de la Torre o de la Muela (1047 m s. n. m.)donde está la mojonera con Aguilera se ven todavía los restos de una torre prismática con el primer piso macizo, de la que arrancaban los hoy derruidos muros, y realizada en sillar irregular y tizones. Comunica visualmente con el castillo de Gormaz y con las atalayas de Bayubas y Vadorrey. Sirvió de apoyo a las vecinas fortalezas musulmanas de Berlanga y Gormaz.
- Atalaya de Vadorrey situada en el cerro de Vadorrey o Badorrey, y junto al antiguo despoblado de este nombre, citado en el Mio Cid encontramos restos de un castro, al que probablemente se le añadió una construcción musulmana de vigilancia del vado que se encuentra a sus pies, por donde en ausencia de puentes se ha cruzado el río Duero desde tiempo inmemorial. En el Cantar del Cid es lugar de paso de sus hijas camino de Valencia. En la corona del cerro se observan unos leves restos de lo que pudo ser una torre. Este despoblado está en el actual término de Morales, y las campanas de su iglesia las tiene Aguilera. Se cuenta que sus habitantes murieron envenenados por el agua de una fuente.

El sabinar de Morales. Sabina Albar junto al Duero.
Lugares típicos son: La Poza, el río Duero, la Fuente, el Frontón, el monte Bajero, la Tejera, el corral de Concejo, el Calvario, las Tres Cruces, las Eras, la Dehesa, la Muela, la Sima, el puente Monroe, las Peñuelas, los Lagares, "la 
Sima"  ...

## Fiestas
Después de las de Berlanga, sus fiestas son de la Degollación de San Juan Bautista el 29 y 30 de agosto, quemándose el último día una pequeña falla (llamada comúnmente, "el Pajarón"), tras lo cual hay caldereta. El día anterior: parrillada de chorizo en las bodegas. Durante las fiestas: Chocolatada y Concurso de Tortillas. Las peñas hacen limonada. Suele haber orquesta varios días.
Igualmente festejan las mujeres a Santa Águeda y todo el vecindario a San Isidro, día en el que tradicionalmente se celebra la bendición de los campos.
Juegos típicos del pueblo en las fiestas son "la tanguilla", "los bolos", "el guiñote", "el frontón", "la brisca", "el mus", "el cinquillo", "el parchis", "el ajedrez", entre otros. Otros juegos del lugar son "el chivo-bote", "3 navíos en el mar", ...

## Gastronomía
Asados, de cordero, cerdo, cabrito o lechazos y chacinería. El chorizo de Soria, magros de cerdo, tocino o panceta. El jamón y la morcilla soriana. Las migas de pastor, la caldereta de cordero o de toro, y el ajo carretero.

### Lagares

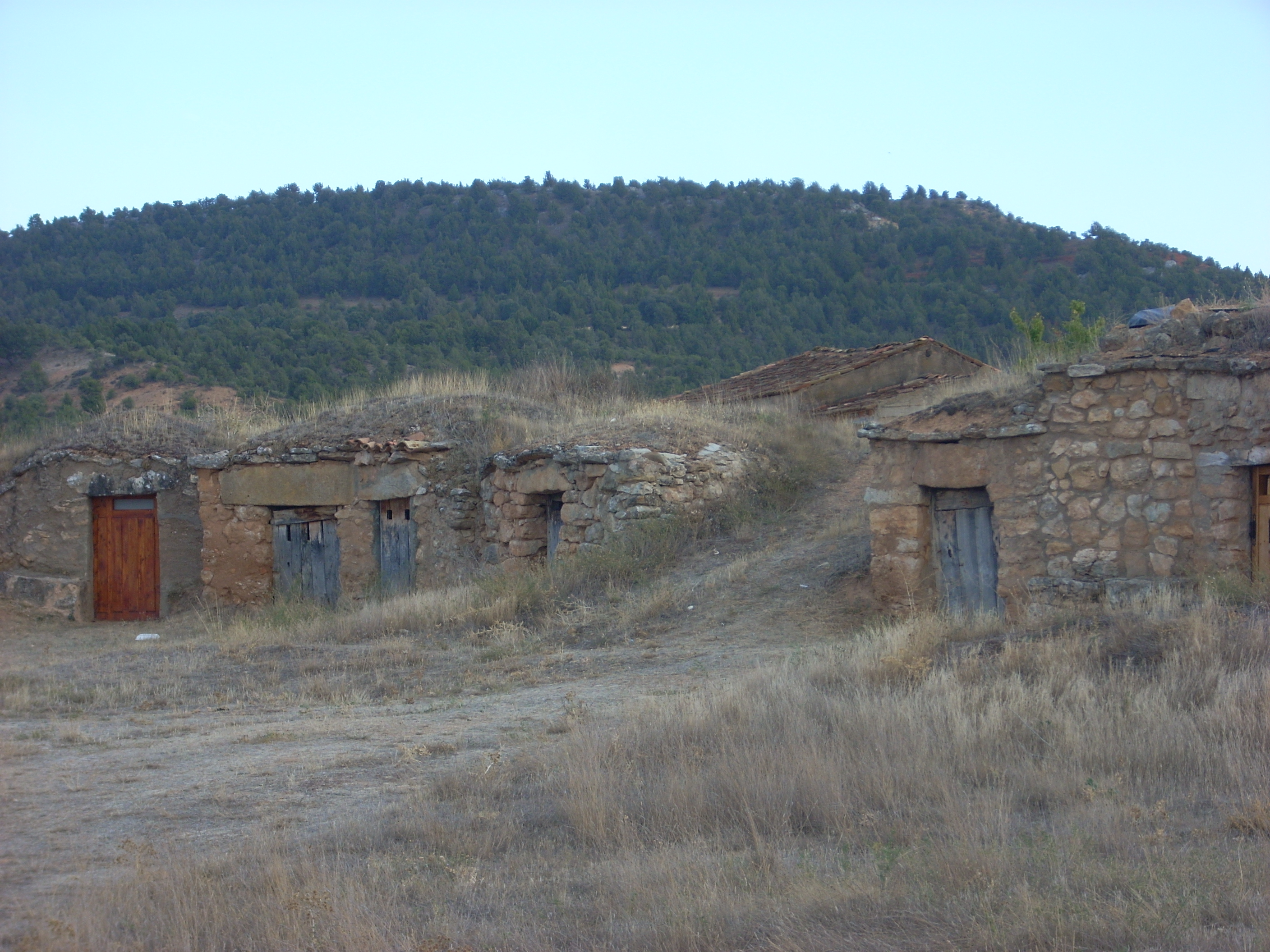
Bodegas

Conocemos dos lagares en Morales. Uno de ellos fue restaurado por el programa Culturalcampo, la Escuela Taller de Berlanga y los vecinos de Morales en el verano y otoño de 1987, inaugurándose el día 21 de noviembre. El otro, que sigue en funcionamiento, es de Juan José Abad, a cuya bodega hemos bajado y de cuyo vino -muy refrescante- hemos bebido.
Con motivo de la citada inauguración se publicó un folleto informativo sobre el lagar, del que se seleccionó el siguiente texto:
"El lagar ahora recuperado forma parte de la arquitectura popular del mundo rural, que en esta comarca del Suroeste soriano viene determinada por dos factores: tierra y trabajo. Barro, madera y piedra, no sólo han definido formas y paisajes, sino que llevan inscritos en su historia el acervo cultural de nuestros antepasados, y han sido, y son, elementos integrantes e imprescindibles de las construcciones rurales de la Ribera del Duero. Construcciones realizadas con unas técnicas basadas en principios de funcionalidad y mimetismo que describen la adaptación del hombre a su medio.
La construcción del lagar es sencilla, de planta baja, rectangular. Con la cubierta a tres aguas, hecha a base de travesaños de sabina y entramado de ripia. Tres de sus paredes son de adobe, barro y paja, y la cuarta, el muro de contención, es de mampostería de piedra y barro, que contrarresta el peso que ejerce la viga longitudinal; viga que ejerce presión sobre el "castillo" o pirámide de vigas que prensan la uva depositada en la "bañera". El mosto sale por un caño situado en un extremo de la "bañera", que es recogido en cubas, para posteriormente trasladarlo a hombro hasta las bodegas".
El periodista Juan Luis Práxedes escribía sobre los lagares de Morales en estos términos:
"Si hay algo que caracterice singularmente a Morales son sus lagares, renombrados por toda la provincia.  Actualmente, en el paraje denominando La Era, compuesto por diversas parcelas pequeñas de varios propietarios, hay casi 50 bodegas. Eso sí, también están proliferando algunos otros lagares de cemento -en algunos de los cuales se han realizado reproducciones modernas de las antiguas prensas-; merenderos y fogones para asar chuletas y otros menesteres que rompen la tradicional estética del adobe.
Estos lagares son toda una institución en el pueblo. Sirven de bares particulares y de lugar de reunión sobre todo para los jóvenes.
La producción de estos lagares es muy pequeña, familiar, a capricho. Todo un ritual artesanal. Consiguiendo un rosado, mezcla de uva blanca y tinta del país, afrutado, de unos doce grados y con aguja".
Por su parte, el periodista Javier Veramendi, en un artículo de 1991, describió el proceso de elaboración del vino, al que calificaba de "pura artesanía":
"Los racimos de uva se echan en la pila del lagar, sobre los que se colocan unos tablones formándose lo que se llama un 'castillo', que no es otra cosa que una estructura piramidal de maderos. Sobre éstos está la llamada viga del lagar, un enorme tronco que servirá de prensa. La viga está atravesada en uno de sus extremos por un palo que hace las funciones de bisagra, y en el otro extremo está el llamado pilón, que es una rosca de madera que sirve para bajar el enorme tronco que prensará la uva. En el momento de prensar, el tronco presiona el castillo de maderos, y éstos a su vez la uva. Luego, se levanta la viga, se coloca algún madero más y se procede nuevamente a prensar la uva, cuyo mosto o zumo sale por un caño desde la pila, donde es recogido posteriormente".
El mosto se guarda en la cuba abierta, ya en la bodega, para que se fermente. Durante ese período será necesario limpiar la cuba de la fermentación y reponer más mosto en varias ocasiones. El vino, que no contiene ningún producto químico ni conservantes, estará listo para beber en Navidades, y se mantiene durante un año, aproximadamente.
Sin ser caldos de calidad, el vino de Morales cuenta con la frescura, que se concreta en una graduación alcohólica baja, y una acidez muy particular, que si bien en un primer momento resulta algo fuertecilla, "pasa después que no te enteras", aseguran los vecinos de Morales.
Su color depende de la densidad del mosto, el primer zumo será más claro, y el que salga de una prensada más tardía será tinto. Antes se separaba la uva blanca y negra, pero ahora los recursos humanos escasean, y resulta más cómoda mezclar ambos tipos de uva. Si se les pregunta por el tipo de uva que se cultiva en Morales, sus vecinos se limitan a decir que es la del país, y muy buena para acompañar las migas, por cierto".